# Visita a Hollywood
Visita a Hollywood (Person to Bunny) è un film del 1960 diretto da Friz Freleng. È un cortometraggio d'animazione della serie Merrie Melodies, uscito negli Stati Uniti il 1º aprile 1960. Dal 1997 viene distribuito col titolo Faccia a faccia.

## Trama
Sulle colline di Hollywood si trova la residenza di Bugs Bunny, il quale viene intervistato dal signor Burrows. Durante l'intervista entra in casa Daffy Duck, infastidendo Bugs, che lo scaccia via. Poco dopo Bugs afferma che Taddeo è il cacciatore più stupido che abbia incontrato. Taddeo vede l'intervista in TV, si reca a casa di Bugs e, minacciandolo con un fucile, lo obbliga a scusarsi dell'insulto. Bugs però non lo fa e, quando il cacciatore preme il grilletto, fa in modo che gli si ritorca contro inserendo una carota nel fucile. Mentre Daffy cerca di convincere Burrows a essere inserito nel programma, ritorna Bugs, seguito da Taddeo ancora arrabbiato. Dopo aver sparato varie volte a Daffy scambiandolo per Bugs, Taddeo si mette a inseguire il coniglio, mentre Daffy fa vedere a Burrows quello che sa fare. L'inseguimento tra Bugs e Taddeo continua all'interno di un tronco cavo, che Bugs ruota due volte, per fare in modo che il cacciatore creda che entrambe le uscite puntino su un precipizio. Mentre Taddeo ansima per la paura all'interno del tronco, Bugs ritorna all'intervista, trovandovi Daffy. Bugs e Burrows decidono di mandare in onda Daffy: questi inizialmente è felice, ma poi sviene quando il coniglio gli rivela che sarà visto da 40 milioni di telespettatori.

## Distribuzione

### Edizione italiana
Il corto fu doppiato negli anni '80 dalla Effe Elle Due per la trasmissione televisiva, con la direzione di Franco Latini e dialoghi a opera di Maria Pinto in alcune occasioni differenti dagli originali. In questa edizione la canzone di Daffy Duck è rimasta in originale e Taddeo è chiamato col nome originale. Nel 1997, per l'uscita in VHS, fu eseguito un nuovo doppiaggio dalla Angriservices Edizioni, su dialoghi più fedeli a quelli originali, doppiando anche la canzone di Daffy Duck.

### Edizioni home video

#### VHS
- Le stelle di Space Jam: Daffy Duck (marzo 1997)

#### DVD
- Looney Tunes Super Stars - Daffy Duck - Un papero fallito